# Acabaria squarrosa
Acabaria squarrosa är en korallart som beskrevs av Kükenthal 1909. Acabaria squarrosa ingår i släktet Acabaria och familjen Melithaeidae. Inga underarter finns listade i Catalogue of Life.